# Iglesia de Jesús de Machaca
La iglesia de Jesús de Machaca, ubicada en la población de Jesús de Machaca, en la provincia de Ingavi del departamento de La Paz, es un templo católico de la época colonial, considerado monumento nacional del Estado Plurinacional de Bolivia.

## Historia

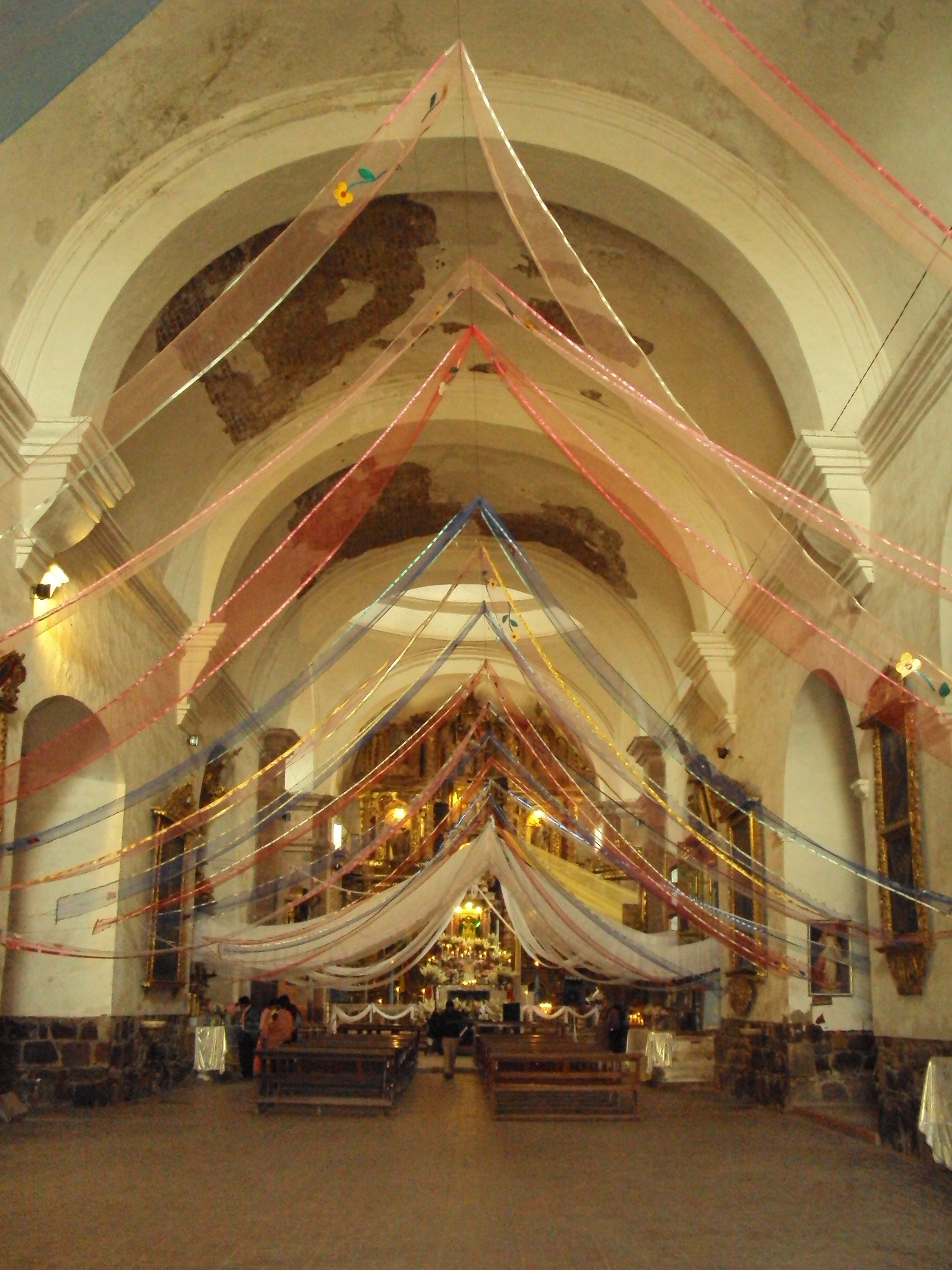

La construcción de la iglesia finalizó en 1706; la torre data del año 1754 y el atrio de 1778. La edificación del templo estuvo a cargo del cacique José Fernández Guarachi y del cura Juan Antonio de las Infantas y Mogrovejo, cumpliendo con ello el deseo de Gabriel Guarachi, su antecesor en el cacicazgo. Ambos figuran como donantes en los grandes cuadros del presbiterio, los cuales representan el Triunfo de  la Inmaculada y el Triunfo de la Eucaristía; ambos cuadros están firmados por Juan Ramos, quien los pintó en 1706. 
Entre los responsables de la construcción y decoración del templo figura, además, el albañil cuzqueño Juan Quispe Huamán, y otros constructores provenientes de Huarina, Achacachi y Chucuito. Según el expediente de la familia Fernández Guarachi preservado en el Archivo de La Paz, la construcción del templo tuvo un costo de 193.620 pesos corrientes.

## Patrimonio artístico

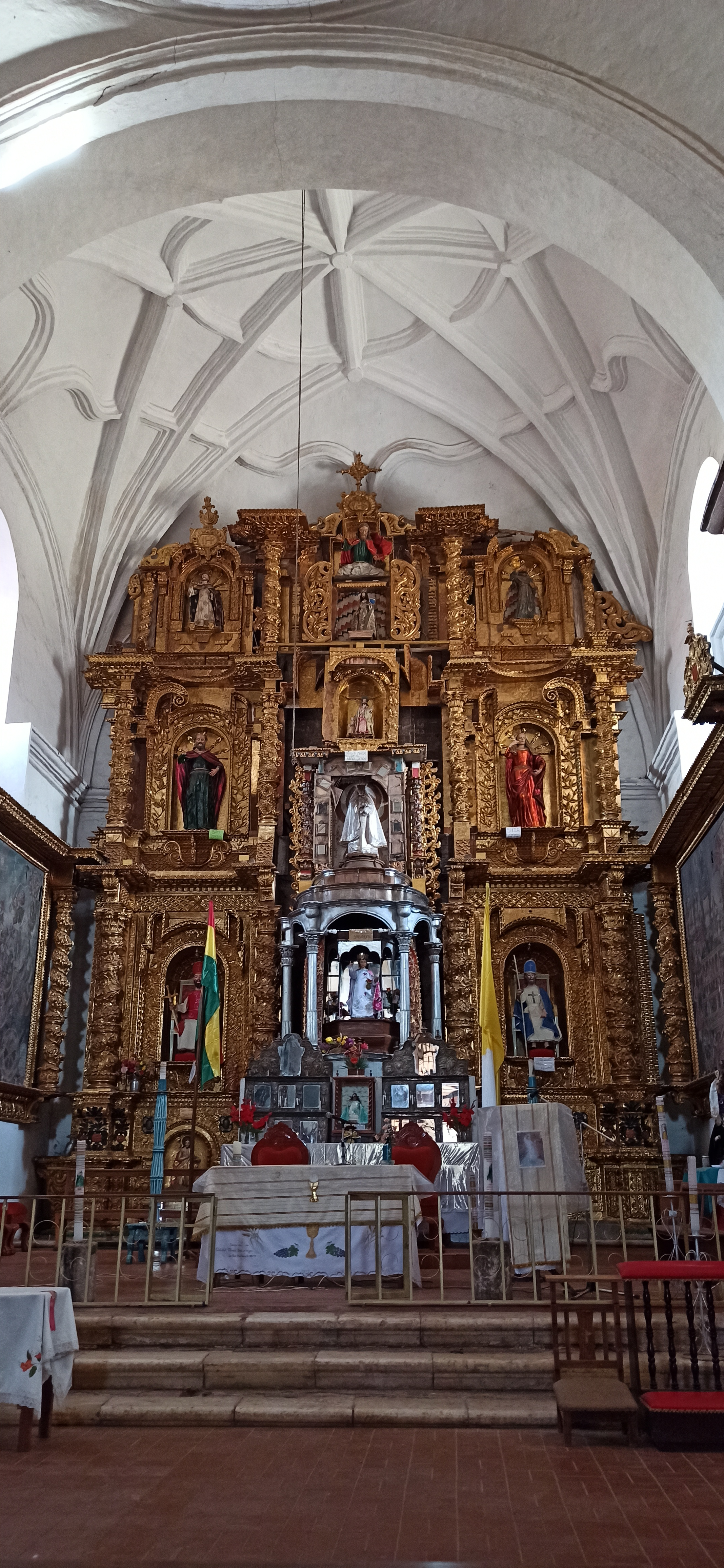
Altar mayor de la iglesia

La Iglesia cuenta con importantes cuadros que adornan el presbiterio y las paredes laterales.

Patrimonio artístico de la Iglesia.
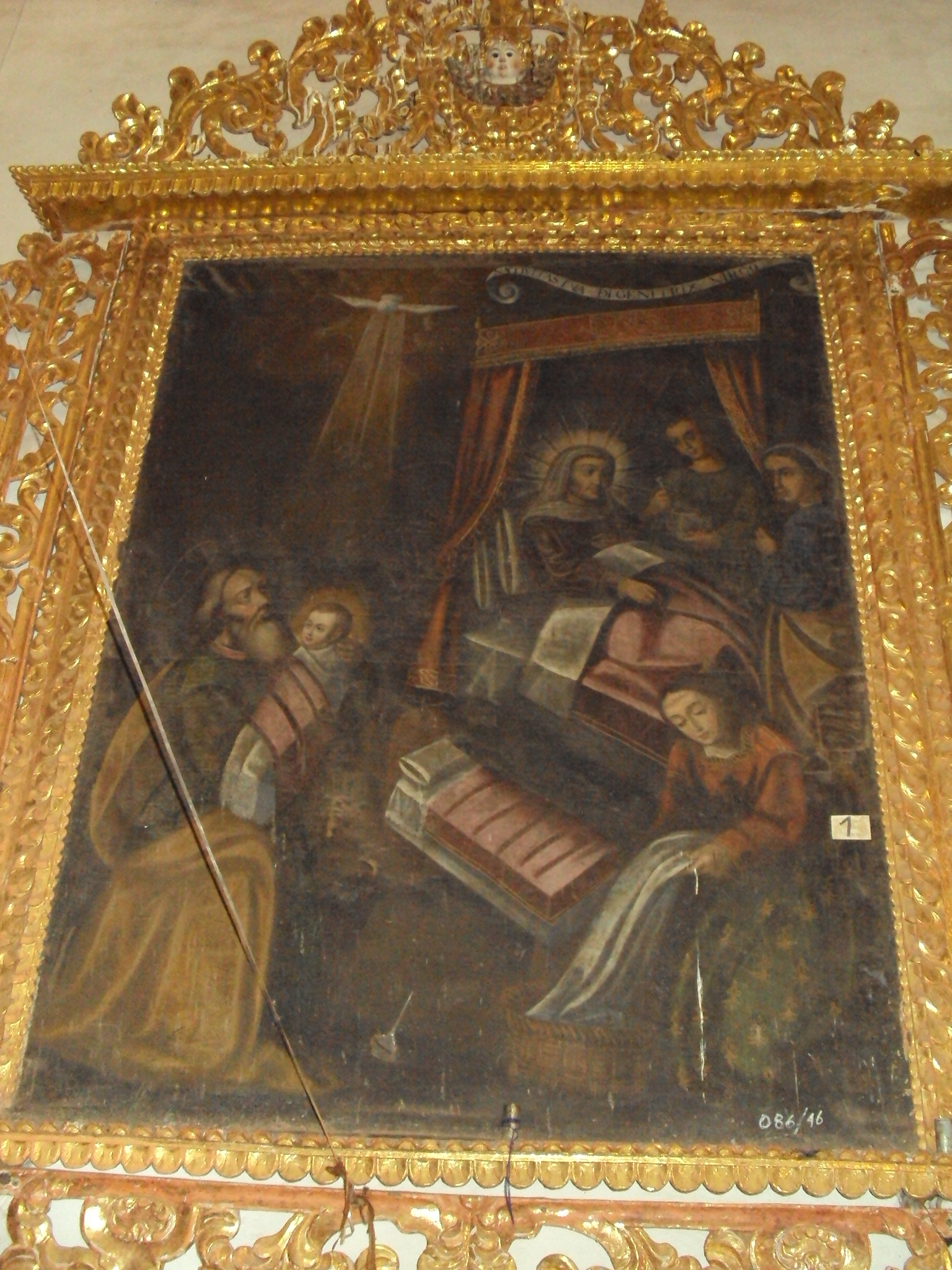
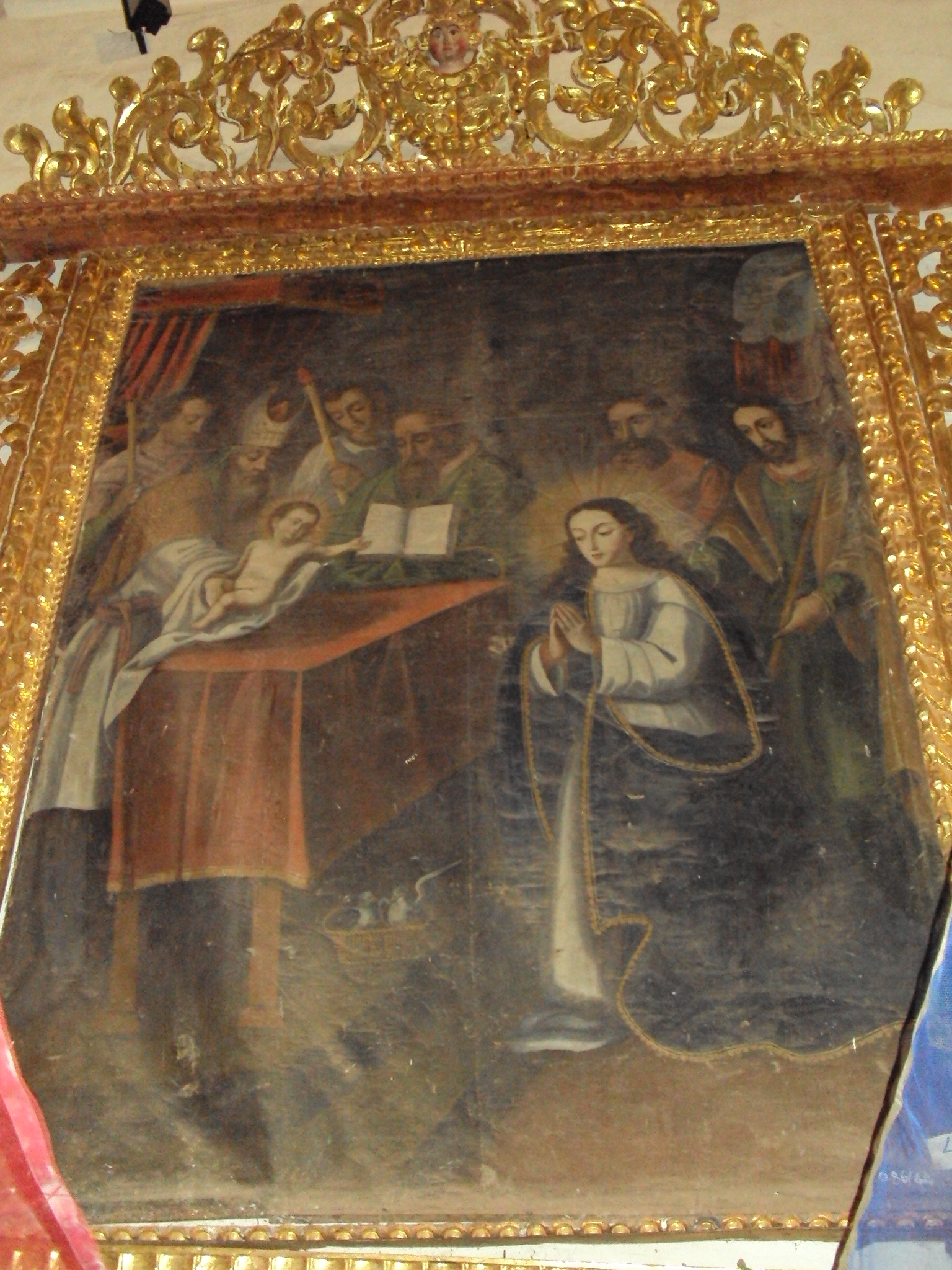
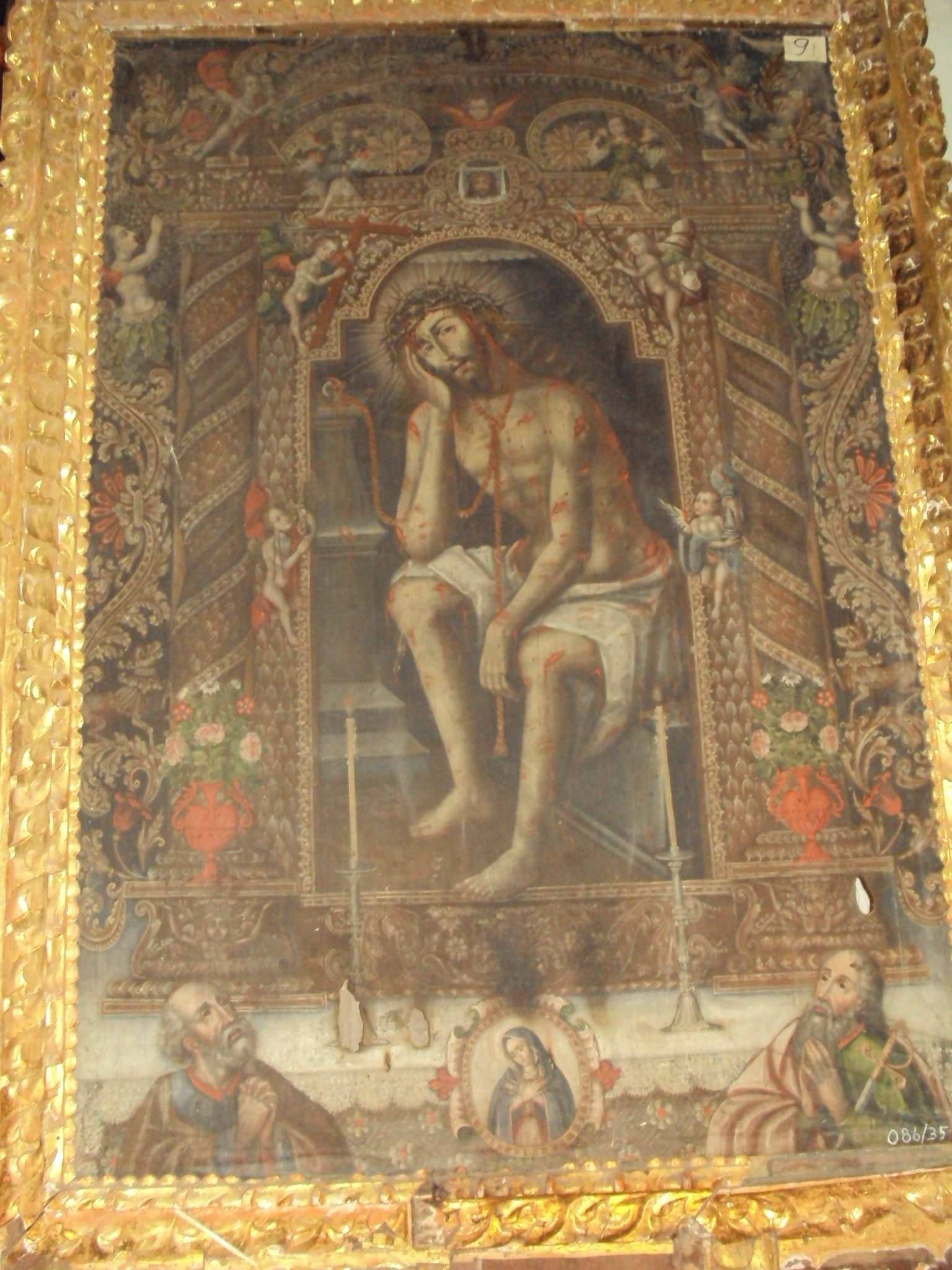

## Monumento nacional
El templo es parte del patrimonio cultural boliviano y fue declarado monumento nacional según el decreto supremo N.º 8171 de 7 de diciembre de 1967.